# Filtr s konečnou impulzní odezvou

Příklad blokového schématu FIR filtru, který realizuje klouzavý průměr.

Filtr s konečnou impulzní odezvou (FIR, finite impulse response) je diskrétní lineární filtr, který má konečnou impulzní odezvu.
Jeho výstup je definován jako konvoluční suma:
- Časový popis pomocí diferenční rovnice:

{\displaystyle y[n]=h[0]x[n]+h[1]x[n-1]\dots +h[N-1]x[n-N-1]}
- Časový popis pomocí impulzní odezvy:

{\displaystyle y[n]=h[n]*x[n]=\sum _{k=0}^{N}h[k]x[n-k]}
- x[n] je vstupní signál
- h[n] je impulzní odezva
- y[n] je výstupní signál
- N je řád filtru

## Základní vlastnosti filtru FIR
- filtr je vždy stabilní
- může mít lineární fázi
- má velký řád přenosové funkce
- hůře se dosahuje velká strmost přechodu mezi propustným a nepropustným pásmem
- filtr má poměrně jednoduchý a intuitivní návrh
- filtr je nerekursivní (tj. nemá zpětné vazby), z toho plyne, že je vždy stabilní (tím se vylučuje kmitání)
- jeho návrh je jednoduchý, jeho průběh je však vzdálený ideálním filtrům
- při zpracování obrazu pracuje na principu konvoluce, avšak častěji se pracuje pomocí nových iterací
- zasahuje vždy do časového i frekvenčního průběhu signálu (zásah jen do jednoho z nich není možný)